# Pasar Tono
Der osttimoresische Marktort Pasar Tono liegt in der Sonderverwaltungsregion Oe-Cusse Ambeno (Suco Cunha, Verwaltungsamt Pante Macassar) am Ufer des Flusses Tono. Durch ihn führt die Straße von Pante Macassar über den Fluss nach Oesilo. Die Bewohner gehören zu der Ethnie der Atoin Meto, welche die Bevölkerungsmehrheit im Westen der Insel Timor stellt.
In Pasar Tono findet jeden Dienstag der größte Markt von Oe-Cusse Ambeno statt. Mehrere tausend Menschen kommen zusammen, um dort mit Lebensmitteln, Tieren und handwerklichen Erzeugnissen zu handeln, wie zum Beispiel Tais, den für Timor typischen Webtüchern.